# Abbey Road (album)
Abbey Road je enajsti studijski album angleške rock skupine The Beatles, izdan 26. septembra 1969. Posnet je bil v obdobju od 22. februarja pa do 20. avgusta 1969. Abbey Road vsebuje 17 skladb. Avtor dveh je George Harrison, eno je napisal tudi Ringo Starr, preostale pa je napisal dvojec Lennon–McCartney. 
Med nekaterimi kritiki velja album za enega najboljših vseh časov, Harrisonovi skladbi »Something« in »Here Comes the Sun« pa njegovi najboljši skladbi, ki jih je pri Beatlih napisal. Uredniki revije Rolling Stone so Abbey Road uvrstili na 14. mesto svoje lestvice petstotih najboljših albumov vseh časov.

## Seznam skladb
Vse pesmi je napisal in uglasbil duet Lennon/McCartney, razen kjer je posebej označeno.
| Stran 1 | Stran 1                              | Stran 1 |
| Št.     | Naslov                               | Dolžina |
| ------- | ------------------------------------ | ------- |
| 1.      | „Come Together‟                      | 4:20    |
| 2.      | „Something‟ (George Harrison)        | 3:03    |
| 3.      | „Maxwell's Silver Hammer‟            | 3:27    |
| 4.      | „Oh! Darling‟                        | 3:26    |
| 5.      | „Octopus's Garden‟ (Richard Starkey) | 2:51    |
| 6.      | „I Want You (She's So Heavy)‟        | 7:47    |

| Stran 2 | Stran 2                                   | Stran 2 |
| Št.     | Naslov                                    | Dolžina |
| ------- | ----------------------------------------- | ------- |
| 1.      | „Here Comes the Sun‟ (Harrison)           | 3:05    |
| 2.      | „Because‟                                 | 2:45    |
| 3.      | „You Never Give Me Your Money‟            | 4:02    |
| 4.      | „Sun King‟                                | 2:26    |
| 5.      | „Mean Mr. Mustard‟                        | 1:06    |
| 6.      | „Polythene Pam‟                           | 1:12    |
| 7.      | „She Came in Through the Bathroom Window‟ | 1:57    |
| 8.      | „Golden Slumbers‟                         | 1:31    |
| 9.      | „Carry That Weight‟                       | 1:36    |
| 10.     | „The End‟                                 | 2:05    |
| 11.     | „Her Majesty‟                             | 0:23    |

## Zasedba

### The Beatles
- John Lennon – vokal, kitara, klavir, Hammond orgle, tolkala, klaviature
- Paul McCartney – vokal, bas kitara, kitara, klavir, Hammond orgle, tolkala, klaviature
- George Harrison – vokal, kitara, bas kitara, tolkala, klaviature
- Ringo Starr – bobni, tolkala, vokal, klavir

### Dodatni glasbeniki
- George Martin – klavir, klaviature, tolkala
- Mal Evans – "nakovalo" pri »Maxwell's Silver Hammer«
- Billy Preston – Hammond orgle pri »Something« in pri »I Want You (She's So Heavy)«